# Nova (raketa)
Nova je bila predlagana serija težkih nosilnih raket ameriške vesoljske agencije NASA, ki bi se uporabljale za podobne misije kot Saturn V. Če bi bile zgrajene, bi bile daleč največje nosilne rakete. 

## Specifikacije (Nova C8)
|                    | Prva stopnja                | Druga stopnja             | Tretja stopnja            |
| ------------------ | --------------------------- | ------------------------- | ------------------------- |
| Dolžina            | 48,8 m                      | 42,7 m                    | 17,8 m                    |
| Premer             | 12,2 m                      | 10,1 m                    | 6,6 m                     |
| Teža               | 3 600 000 kg (8 000 000 lb) | 771 000 kg (1 700 000 lb) | 120 000 kg (264,500 lb)   |
| Prazna teža        | 181 400 kg (400 000 lb)     | 63 500 kg (140 000 lb)    | 13 310 kg (29,350 lb)     |
| Število motorjev   | 8 x F-1                     | 8 x J-2                   | 1 x J-2                   |
| Potisk (vakuum)    | 61 925 kN (13 920 000 lbf)  | 8 265 kN (1 860 000 lbf)  | 1 032 kN (232,000 lbf)    |
| Specifični impulz  | 304 s (2,98 kN·s/kg)        | 425 s (4,17 kN·s/kg)      | 425 s (4.17 kN·s/kg)      |
| Čas delovanja      | 157 s                       | 338 s                     | 475 s                     |
| Gorivo in oksidato | Kerozin/tekoči kisik        | Tekoči vodik/Tekoči kisik | Tekoči vodik/Tekoči kisik |